# Dylan Kussman
Dylan J. Kussman (* 21. Januar 1971 in Los Angeles, Kalifornien) ist ein US-amerikanischer Schauspieler, Drehbuchautor und Filmregisseur.

## Leben
Dylan Kussman wurde 1971 in Los Angeles geboren. Seine Mutter war als Schauspielerin und Theaterleiterin und sein Vater beim Fernsehsender ABC tätig.
Kussman trat erstmals ab 1985 als Schauspieler in Erscheinung. Seine erste größere Rolle hatte er 1989 als Schüler Richard Cameron im Filmdrama Der Club der toten Dichter. Danach studierte er an der University of California, Berkeley Geschichte. Während seines Studiums trat er in ersten Theaterinszenierungen von Shakespeare-Stücken auf.
Später folgten Nebenrollen in Filmen wie The Way of the Gun (2000), X-Men 2 (2003) sowie Flight und Jack Reacher (beide 2012). Darüber hinaus war er in Gastrollen in Fernsehserien wie Akte X – Die unheimlichen Fälle des FBI, Monk, Dr. House, Without a Trace – Spurlos verschwunden, Cold Case – Kein Opfer ist je vergessen oder One Tree Hill zu sehen. Weiterhin verfasst Kussman auch Drehbücher, unter anderem für den Film Burn (1998), die Webserie The Steps (2010) oder den Abenteuerfilm Die Mumie (2017).
2008 zog er mit seiner Frau von Kalifornien nach Chattanooga, Tennessee, wo er sich in der lokalen Theaterszene engagiert. Parallel unterrichtet er Schauspielstudenten und musiziert auch in einer Band.

## Filmografie (Auswahl)
Schauspieler
- 1987: Silver Spoons (Fernsehserie, Episode 5x13)
- 1988: Day by Day (Fernsehserie, Episode 1x04)
- 1988: Zeit der Sehnsucht (Days of Our Lives, Fernsehserie, Episode 1.5764)
- 1989: Eine schrecklich nette Familie (Married… with Children, Fernsehserie, Episode 3x14)
- 1989: Der Club der toten Dichter (Dead Poets Society)
- 1991: Shogun Mayeda (Kabuto)
- 1991: Das Herz einer Amazone (Wild Hearts Can't Be Broken)
- 1996: 93 Millionen Meilen von der Sonne (93 Million Miles from the Sun)
- 2000: The Way of the Gun
- 2000: Auf der Flucht – Die Jagd geht weiter (The Fugitive, Fernsehserie, 2 Episoden)
- 2002: My Sister's Keeper (Fernsehfilm)
- 2003: X-Men 2 (X2)
- 2004: Wild Things 2
- 2005: Dr. House (House, M.D., Fernsehserie, Episode 1x19)
- 2006: Monday
- 2006: Ten 'til Noon
- 2007: Cold Case – Kein Opfer ist je vergessen (Cold Case, Fernsehserie, Episode 4x19)
- 2007: One Day Like Rain
- 2008: Ein verlockendes Spiel (Leatherheads)
- 2008: Without a Trace – Spurlos verschwunden (Without a Trace, Fernsehserie, Episode 7x03)
- 2010: The Steps (Web-Fernsehserie)
- 2010: Memphis Beat (Fernsehserie, Episode 1x01)
- 2010: Drop Dead Diva (Fernsehserie, Episode 2x06)
- 2010: One Tree Hill (Fernsehserie, 5 Episoden)
- 2012: Jayne Mansfield’s Car
- 2012: Flight
- 2012: Jack Reacher
- 2014: State of the Unknown
- 2017: Die Mumie (The Mummy)
- 2018: The Mule
- 2019: Der Fall Richard Jewell (Richard Jewell)

Drehbuchautor
- 1998: Burn
- 2010–2012: The Steps (Web-Fernsehserie, 10 Episoden)
- 2017: Die Mumie (The Mummy)

Regisseur
- 2010–2012: The Steps (Web-Fernsehserie)
- 2016: Wrestling Jerusalem